# J.P. Macura
J.P. Macura (ur. 5 czerwca 1995 w Lakeville) – amerykański koszykarz, występujący na pozycji rzucającego obrońcy, obecnie zawodnik Afyon Belediye.
W 2017 wystąpił w turnieju Adidas Nations Counselors.
24 lipca 2019 podpisał umowę Cleveland Cavaliers. 16 października opuścił klub.
9 lutego 2020 zawarł 10-dniową umowę z Cleveland Cavaliers.
8 września 2020 został zawodnikiem tureckiego Afyon Belediye.

## Osiągnięcia
Stan na 9 września 2020, na podstawie, o ile nie zaznaczono inaczej.
NCAA
- Uczestnik rozgrywek:
  - Elite 8 turnieju NCAA (2017)
  - Sweet 16 turnieju NCAA (2015, 2017)
  - II rundy turnieju NCAA (2015–2018)
- Mistrz sezonu zasadniczego konferencji Big East (2018)
- Najlepszy rezerwowy Big East (2016)
- Zaliczony do I składu turnieju Puerto Rico Tip-Off Classic (2017)
- Zawodnik tygodnia Big East (22.01.2018)